# Erzbistum Newark
Das in den Vereinigten Staaten gelegene Erzbistum Newark (lat.: Archidioecesis Novarcensis, engl.: Archdiocese of Newark) ist eine Diözese der römisch-katholischen Kirche mit Sitz in Newark, New Jersey. Es umfasst die Countys Essex, Bergen, Hudson und Union.

## Geschichte
Am 29. Juli 1853 wurde das neuerrichtete Bistum Newark aus der Diözesen New York und Philadelphia herausgelöst. Am 2. August 1881 und dem 9. Dezember 1937 wurden die Bistümer Trenton und Paterson errichtet. Am 10. Dezember 1937 wurden es zum Erzbistum erhobenen und ihm wurden die Bistümer Camden, Paterson und Trenton unterstellt.

## Kirchenprovinz
Mit den Suffraganbistümern Camden, Metuchen, Paterson und Trenton bildet das Erzbistum die Kirchenprovinz Newark, deren Gebiet mit dem des Bundesstaates New Jersey übereinstimmt.

## Bischöfe von Newark
- James Roosevelt Bayley (29. Juli 1853 – 30. Juli 1872)
- Michael Augustine Corrigan (14. Februar 1873 – 1. Oktober 1880)
- Winand M. Wigger (11. Juli 1881 – 5. Januar 1901)
- John Joseph O’Connor (24. Mai 1901 – 20. Mai 1927)
- Thomas Joseph Walsh (2. März 1928 – 10. Dezember 1937)

## Erzbischöfe von Newark
- Thomas Joseph Walsh (10. Dezember 1937 – 6. Juni 1952)
- Thomas Aloysius Boland (15. November 1952 – 2. April 1974)
- Peter Leo Gerety (2. April 1974 – 3. Juni 1986)
- Theodore McCarrick (30. Mai 1986 – 21. November 2000)
- John Joseph Myers (24. Juli 2001 – 7. November 2016)
- Joseph William Kardinal Tobin CSsR (seit 7. November 2016)